# Nadagam

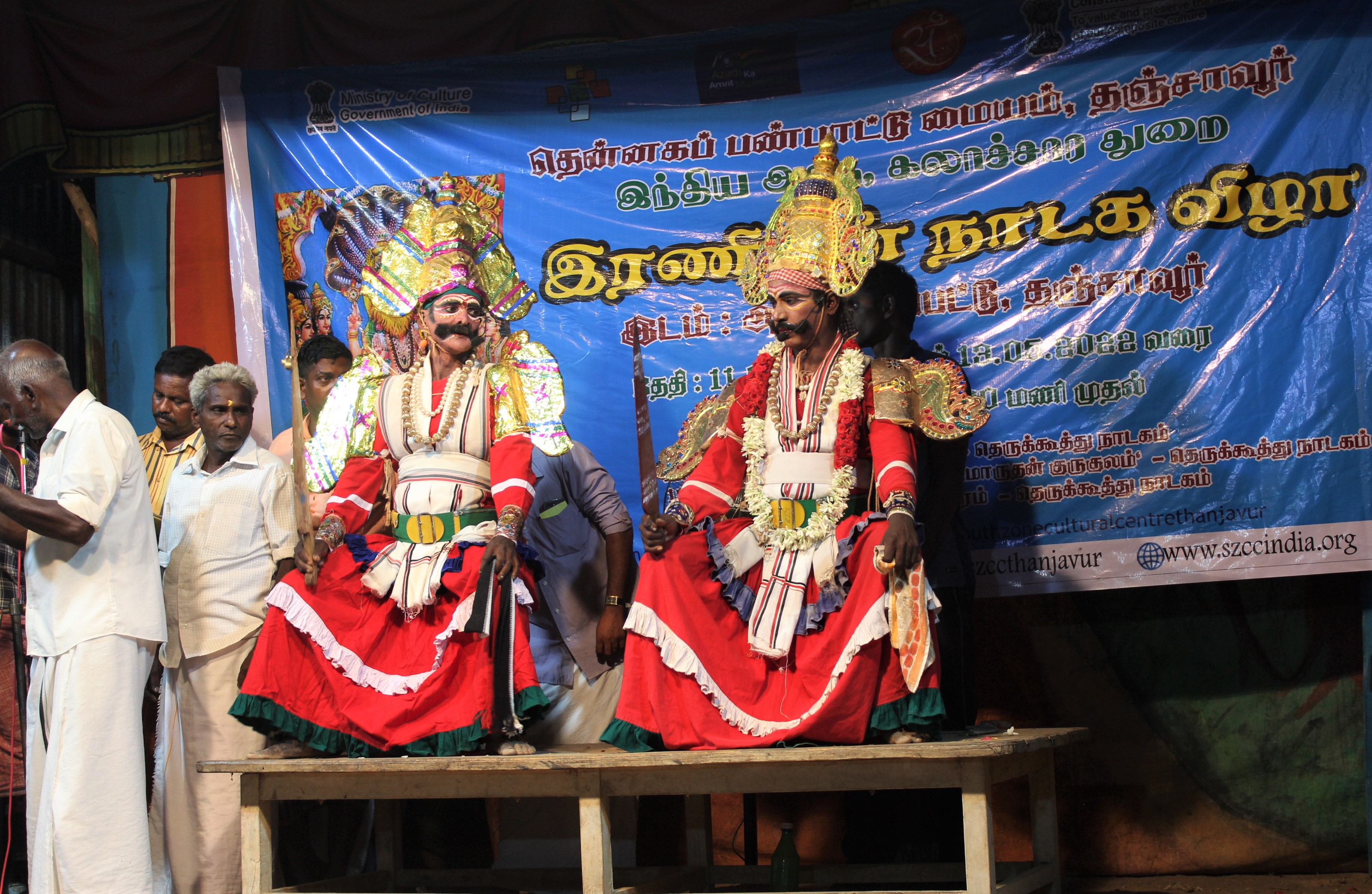
Nadagam qui se déroule dans la ville de Thanjavur en 2022.

Le nadagam est un style de théâtre musical pratiqué au Sri Lanka.
Le nadagam était populaire de Kadawatha (Chilaw (en)) sur la côte nord-ouest du Sri Lanka jusqu'à Tangalle dans la province du Sud.

## Description
Le nadagam est un style de théâtre dont l'histoire est rythmée par des chansons et de la musique carnatique du sud de l'Inde.
La représentation commence par la présentation des personnages. Chaque personnage a son propre style de danse et de chant. Deux personnages appelés les Deshanvadi racontent brièvement l'histoire qui va se jouer en prologue.

## Histoire
La théorie la plus répandue sur l'origine du nadagam est que le style est né de l'influence du Tamil Nattukuttu, qui était basé sur des thèmes religieux catholiques. D'après l'évêque Edmund Peiris (en) (1897-1989), le plus ancien nadagam cinghalais est le Raja Tun Kattuwa qui a pour thème l'adoration du Christ nouveau-né par les trois rois mages.
Dans son étude intitulée Nadagama; The first Sri Lankan theatre (en français : Nadagam; le premier théâtre sri-lankais), l'universitaire M. H. Goonathileka accepte aussi la théorie selon laquelle l'origine du nadagam cinghalais est le résultat de l'activité des premiers missionnaires catholiques.